# Pseudobacciger harengulae
Pseudobacciger harengulae är en plattmaskart som först beskrevs av Yamaguti 1938.  Pseudobacciger harengulae ingår i släktet Pseudobacciger, och familjen Faustulidae. Arten är reproducerande i Sverige.